# Landers-Erdbeben 1992
Das Landers-Erdbeben ereignete sich am Sonntag, den 28. Juni 1992 um 04:57:35 Uhr Ortszeit bei Landers im San Bernardino County in Kalifornien. Es war seit 1952 das stärkste Erdbeben in den Vereinigten Staaten (abgesehen von Alaska) und war noch bis Sacramento und den Norden Mexikos zu spüren. Ihm vorausgegangen war eine ganze Reihe von Erdbeben in der Mojave-Wüste. Seine Stärke betrug auf der Momenten-Magnituden-Skala Mw = 7,3 und auf der Mercalliskala wurde die Stufe IX registriert. Das Beben dauerte insgesamt 2 bis 3 Minuten, das Hauptbeben jedoch nur 24 Sekunden. Das Epizentrum befand sich bei 34,22° nördlicher Breite und 116,43° westlicher Länge.

## Hergang
Am 28. Juni 1992 weckte früh am Morgen um 04:57 Ortszeit ein Beben der Magnitude 7,3 einen Großteil von Südkalifornien. Auch wenn es sich nicht als der Big One (erwartetes Riesenbeben) herausstellen sollte, so war es dennoch ein sehr intensives Erdbeben. Die Erschütterungen dauerten insgesamt 2 bis 3 Minuten. Obwohl das Beben wesentlich stärker als das spätere Northridge-Erdbeben 1994 war, hielten sich Schäden und Opferzahlen aufgrund der abgeschiedenen Lage in der nur gering besiedelten Mojave-Wüste zwischen Palm Springs und Barstow in Grenzen.

## Seismische Daten
Die in der Tabelle angeführte extrem flache Herdtiefe von nur 1,09 Kilometer ist anzuzweifeln. D. J. Wald und T. H. Heaton (1994) geben eine realistische Tiefe von 7,5 Kilometer an. Kerry Sieh und Kollegen plädieren für eine Herdtiefe von 3 bis 8 Kilometer, sie erklären aber gleichzeitig die Unsicherheit mit einem Mangel an Aufzeichnungsstationen in der Nähe des Epizentrums. Auch 5 Kilometer werden angeführt.
Hiervon unabhängig konnten F. Rolandone und Kollegen (2004) zeigen, dass die seismische Zone bei 12,5 Kilometer endet (d. h. am spröd-duktilen Übergang), jedoch durch das Beben auf knapp 16 Kilometer heruntergedrückt wurde. Sie kehrte dann in den nächsten vier Jahren durch postseismische Relaxation wieder allmählich zu ihrem alten Wert zurück.
Auch wenn die Magnituden mehrheitlich als Mw = 7,3 eingestuft werden, so ist in der Literatur auch 7,2, 7,4 und sogar 7,5 zu finden. Die Oberflächenwellen-Magnitude erreichte Ms = 7,5 bis 7,6. Die Magnitude Mw = 7,3 entspricht einem seismischen Moment von 1,1 × 1020 Nm.
Vom Southern California Seismographic Network (SCSN) wurden mehr als 40.000 Vorläufer und Vorbeben registriert.
Der durch das Beben verursachte Spannungsabfall wurde auf 20 Megapascal berechnet.
Die Narbe des Erdbebenrisses an der Oberfläche war auf 70 Kilometer zu verfolgen, wobei ein maximaler dextraler horizontaler Seitenversatz von 5,5 bis 6,0 Meter und ein maximaler vertikaler Höhenversatz von 1,8 Meter gemessen wurden.
Die gemittelte Ausbreitungsgeschwindigkeit der Bruchfront war 2700 Meter pro Sekunde.

## Ursache

Landschaft bei Landers. Blick nach Nordosten zum Goat Mountain.

Der Auslöser des Bebens war eine rechtshändige (dextrale), steilstehende Seitenverschiebung der südlichen Eastern California Shear Zone (ECSZ) – ein etwa 80 Kilometer breiter Gürtel aktiver dextraler Seitenverschiebungen. Die Eastern California Shear Zone erstreckt sich aber noch bis zu 500 Kilometer nordöstlich der San-Andreas-Verwerfung, weit über die Mojave-Wüste hinaus. Sie hat wesentlichen Anteil an der Transformzone Nordamerika/Pazifik und nimmt in etwa 15 % der Relativbewegungen auf. Ihr Gefahrenpotential war lange vor dem Landers-Erdbeben bekannt.
Das Epizentrum lag am Südabschnitt der Johnson Valley Fault. Unmittelbar beteiligt am Beben waren jedoch noch mehrere verschiedene Verwerfungen (ebenfalls alles dextrale Seitenverschiebungen), die auf einer Gesamtlänge von 75 bis 85 Kilometer gestaffelt und leicht bogenförmig von Süd nach Nord in Richtung Nordnordwest durchgerissen waren.
Im Einzelnen waren dies (von Süd nach Nord) die Johnson Valley Fault (JVF – Streichrichtung N 355), Kickapoo Fault (KF – auch Landers Fault, Streichrichtung N 355), Homestead Valley Fault (HVF – Streichrichtung N 334), Homestead/Emerson Fault, Emerson Valley Fault (Streichrichtung N 320) und Camp Rock Fault (Streichrichtung N 320). Der Seitenversatz wuchs ausgehend vom Epizentrum von 2 Meter bis knapp 6 Meter in der Emerson Valley Fault an, um dann auf 1 Meter am Ende der Camp Rock Fault zurückzugehen. Der durchschnittliche Seitenversatz wird mit 3 Meter angegeben.
Auch wenn es sich hier um recht langsame Seitenverschiebungen handelt (mit einem individuellen Versatz unter 1 Millimeter pro Jahr), so transferiert diese Scherzone dennoch insgesamt 8 Millimeter pro Jahr relativer Plattenbewegung vom San-Andreas-System zum Westrand der Basin and Range Province.

## Folgen

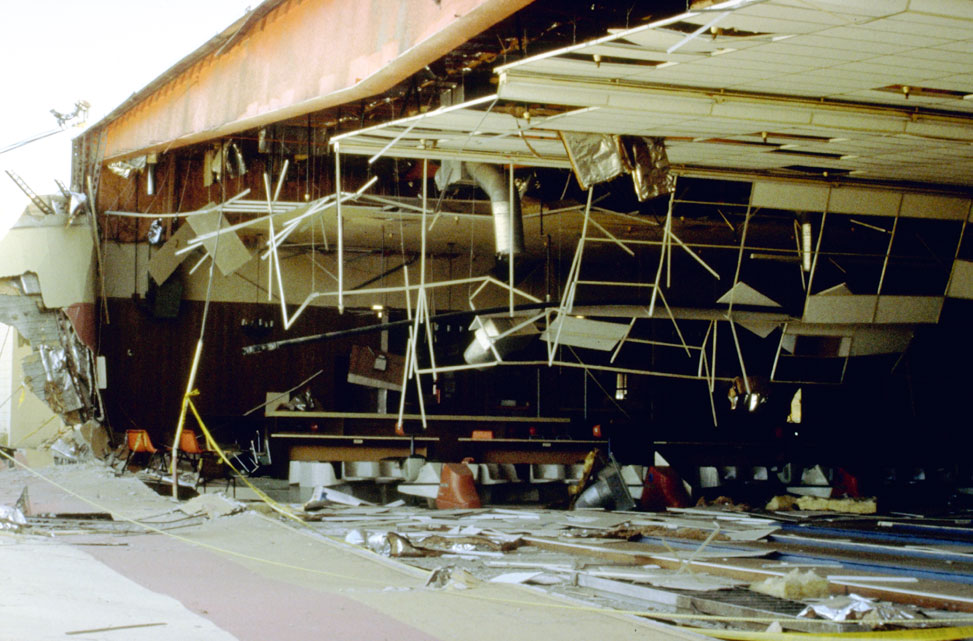
Zerstörtes Bowling-Zentrum in Yucca Valley. Der Stahlträger widerstand den Erschütterungen, die Panelwand darunter brach jedoch weg.

Die Schäden in direkter Umgebung des Epizentrums waren sehr ernster Natur. Straßen verbogen sich und verbuckelten, Gebäude und Kamine stürzten ein. An der Erdoberfläche zeigten sich große Risse. Im weiter westlich gelegenen Los-Angeles-Becken waren die Auswirkungen weniger streng. Dennoch fielen auch hier noch Gegenstände aus den Regalen. Im Gegensatz zum Northridge-Erdbeben 1994, das neunzehneinhalb Monate später stattfand, ereigneten sich wegen der abgeschiedenen Lage des Epizentrums an Straßen keine Brückeneinstürze. Tausende von Bewohnern erlitten Stromausfall, wurden aber generell innerhalb von zwei bis drei Stunden wieder ans Netz angeschlossen. Einige Häuser wurden mit aus Swimmingpools ausgelaufenem Wasser überschwemmt und beschädigt.
Es waren nur wenige Todesfälle zu beklagen. Zwei Menschen starben an Herzinfarkt und ein dreijähriger Junge aus Massachusetts, der mit seinen Eltern zu Besuch in Yucca Valley weilte, wurde in seinem Schlafraum von herabfallenden Ziegeln eines zusammenfallenden Kamins erschlagen. Insgesamt erlitten über 400 Personen erdbebenbedingte Verletzungen.
Die materiellen Sachschäden des Bebens wurden insgesamt mit 92 Millionen Dollar beziffert.

## Assoziierte Erdbeben
Dem Landers-Erdbeben war am 23. April 1992 um 4:51 UTC das Joshua-Tree-Erdbeben 1992 vorausgegangen, welches eine Stärke von Mw = 6,1 erreichte. Sein Epizentrum lag rund 40 Kilometer weiter südsüdöstlich. Das Big-Bear-Erdbeben 1992 mit Mw = 6,5 ereignete sich nur drei Stunden später und wurde ursprünglich als ein Nachbeben (Englisch aftershock) des Landers-Erdbebens angesehen. Der United States Geological Survey konnte aber herausfinden, dass es sich hierbei um ein eigenständiges, wenn auch verwandtes Erdbeben, handelte. Beide genannten Beben bilden somit eine Erdbebensequenz.
Das Little-Skull-Mountain-Erdbeben 1992 des darauffolgenden Tages – es ereignete sich am 29. Juni 1992 um 10:14 Uhr UTC in der Nähe vom Yucca Mountain in Nevada – wird ebenfalls noch als Teil dieser Sequenz betrachtet. Womöglich wurde es von der Oberflächenwellenenergie des Landers-Erdbebens ausgelöst. Nach dem Landers-Erdbeben hatte sich am Little Skull Mountain die Vorbebenaktivität erhöht, die bis zum Einsetzen des Hauptbebens aushalten sollte.

## Geodynamik

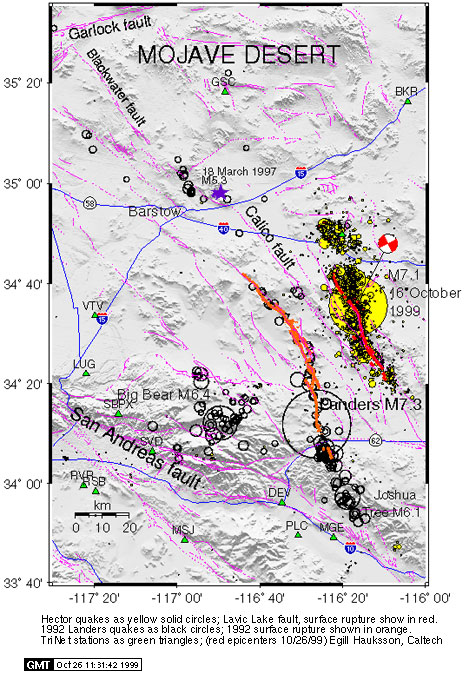
Karte mit den verschiedenen Erdbeben in unmittelbarer Umgebung des Landers-Erdbebens

Bemerkenswert am Landers-Erdbeben ist die Tatsache, dass die oben bereits erwähnten individuellen Verwerfungen zu einer einzigen Bruchzone vereinigt sind. Diese zeigt einen kreisförmig gebogenen Verlauf und ist insgesamt mit N 330 bis N 350 stärker in die Nordrichtung orientiert als die einzelnen individuellen Verwerfungsstränge für sich genommen. Letztere und die Verwerfungen in der östlichen Mojave-Wüste streichen mehr oder weniger Nordwest (N 315). Die Bruchzone durchzieht somit die geologisch vorgegebenen Störungssysteme, benutzt jedoch diese in gewissen Abschnitten. Diese Abweichung kann entweder mit einer Blockrotation oder einer Rotation des überregionalen Spannungsfeldes (im Uhrzeigersinn) erklärt werden.
Die individuellen, am Beben beteiligten Segmente interagierten und bildeten untereinander eine Reihe von Verbindungen (Englisch connecting faults). Dies erklärt vielleicht auch die Stärke des Landers-Erdbebens, das wesentlich bedeutender war als seismische Ereignisse an den individuellen Segmenten erwarten ließen. Die Verbindungen bilden drei große rechtstretende, dehnende Übertritte zwischen der Camp Rock Fault und der Emerson Fault, zwischen der Emerson Fault und der Homestead Valley Fault und zwischen der Homestead Valley Fault und der Johnson Valley Fault. Die Verbindungen zeigen im Gegensatz zu den Hauptsegmenten nahezu in die Nordrichtung und weisen außerdem einen bedeutenderen Höhenversatz auf. Ferner existieren zwei bedeutende Krümmungen (Englisch bends), eine am nördlichen Zentralabschnitt der Emerson Fault und eine andere an der südlichen Homestead Fault an der Einmündung der Kickapoo Fault.
Das Landers-Erdbeben war generell ein Musterbeispiel für die Komplexität von Verwerfungszonen. Es verdeutlichte ferner, dass Bruchzonen überspringen und miteinander in Wechselwirkung treten können. Weiterhin erstaunlich ist ihre Fernwirkung. Beispiele sind hierbei das Joshua-Tree-Erdbeben und dessen Nachbeben, die mit dem Landers-Erdbeben assoziiert werden. Es wird angenommen, dass sich das Landers-Erdbeben nach Überspringen der Ost-West verlaufenden Pinto Mountain Fault sich über die Burnt Hill Fault und die Eureka Peak Fault nach Süden bis ins Coachella Valley, in dem Oberflächenrisse beobachtet wurden, ausbreitete und somit die San-Andreas-Verwerfung bei Indio erreichte. Weitere Beispiele sind das benachbarte Hector-Mine-Erdbeben 1999, das 7 Jahre später ausgelöst wurde, und das bereits erwähnte Little-Skull-Mountain Erdbeben in Nevada. Letztes unterstrich die Bedeutung des Landers-Erdbebens als Auslöser von sehr weit entfernt gelegenen Erdbeben.

## Geowissenschaftliche Interpretationen

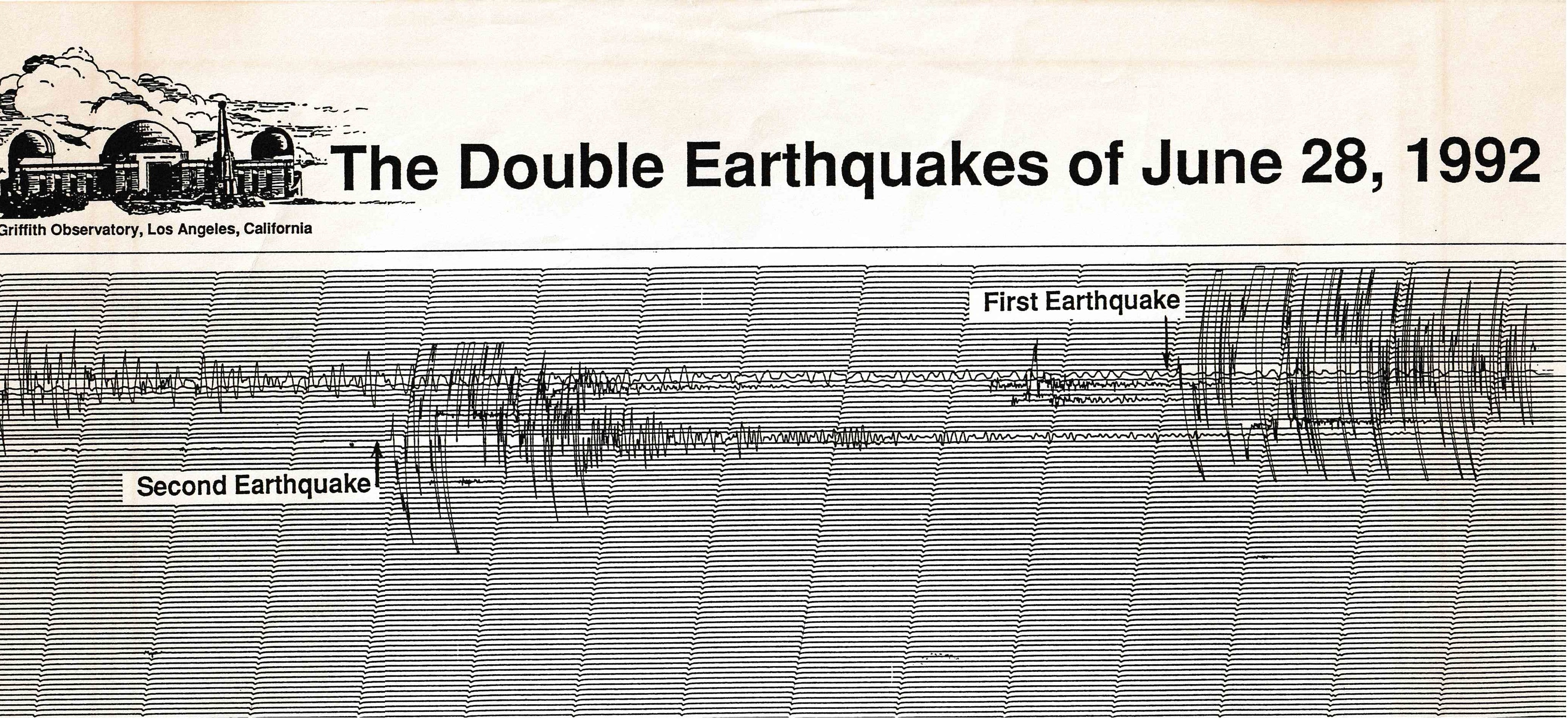
Seismogramm des Landers-Erdbebens (rechts) und des Big-Bear-Erdbebens (links)

Das Landers-Erdbeben und die anderen mit ihm assoziierten Erdbeben in der Mojave-Region wurden von Geowissenschaftlern mittels Plattentektonik zwei denkbaren Langzeitentwicklungen zugeordnet. Hierbei sei vorausgeschickt, dass das Landers-Verwerfungssystem nicht zur San-Andreas-Verwerfung gehört, sondern etwa 25 Kilometer nordöstlich davon liegt. Einmal wird vermutet, dass der Verlauf der San-Andreas-Verwerfung als Plattengrenze zwischen Nordamerikanischer und Pazifischer Platte allmählich abgelöst wird und die Plattengrenze jetzt im Begriff steht, sich weiter nach Osten in Richtung Mojave-Region und hinter die Sierra Nevada zu verlagern. Eine andere Vermutung geht dahin, das Landers- und die mit ihm assoziierten Beben als Hinweis für ein Nordwestwärtswandern der Spreizungen im Golf von Kalifornien zu interpretieren.